# Ocena instytucjonalna
Ocena instytucjonalna – jedna z trzech form oceny szkolnictwa wyższego, obok oceny programowej i oceny systemowej. Jej przedmiotem jest jakość danej jednostki: np. uczelni bądź wydziału. 
Ocena instytucjonalna w modelowej postaci występuje we Francji. W Polsce dokonywana jest przez Polską Komisję Akredytacyjną.
W ramach oceny instytucjonalnej sprawdza się, np. czy jednostka posiada wiedzę w zakresie swojego potencjału naukowego, potrafi ten potencjał opisać również w ujęciu środowiska lokalnego, krajowego i międzynarodowego oraz może wskazać swoje mocne i słabe strony. Weryfikuje się zaplecze kadrowe, lokalowe i logistyczne niezbędne do prowadzenia badań naukowych i kształcenia. Ustala się, czy system informacji i wprowadzane przez instytucję mechanizmy oceny kształcenia, studentów i nauczycieli akademickich wpływają rzeczywiście na poprawę jakości. Bierze się pod uwagę sposób zarządzania jednostką. Sprawdza się, czy instytucja posiada politykę w zakresie rozwoju kadrowego, która odpowiadałaby perspektywom demograficznym oraz priorytetom stawianym wobec badań naukowych, prowadzonego kształcenia i sposobu zarządzania. Ustala się ponadto, czy instytucja opracowała strategię finansową odpowiednią do jej potrzeb, czy posiada pogłębioną znajomość swojego majątku nieruchomego i potrafi nim właściwie zarządzać.